# Eupithecia citraria
Eupithecia citraria es una especie de polilla de la familia Geometridae. La especie fue descrita por primera vez por Mironov y Galsworthy habiendo sido descrita en 2004, con distribución en China, especialmente la provincia de Yunnan. El holotipo de la especie fue descrito en el norte de Yunnan, a nivel de la ciudad de Lijiang.
Es una polilla color ante con una envergadura de unos 21,5 milímetros (0,8 plg). Las alas anteriores son de color marrón rojizo y las traseras son de color blanco parduzco. Tiene gran parecido con otra especie del este de China, Eupithecia subbrunneata, del que se distingue principalmente por su morfología genital.